# Rue du Fort (Strasbourg)
Pour les articles homonymes, voir Rue du Fort.
La rue du Fort (en alsacien : Buriggass) est une voie de Strasbourg rattachée administrativement au quartier Centre. Partant du no 1 de la rue de la Nuée-Bleue, elle reste d'abord parallèle au quai Schoepflin, avant de former un coude vers le nord pour le rejoindre, en même temps que la rue de l'Écrevisse.

## Toponymie

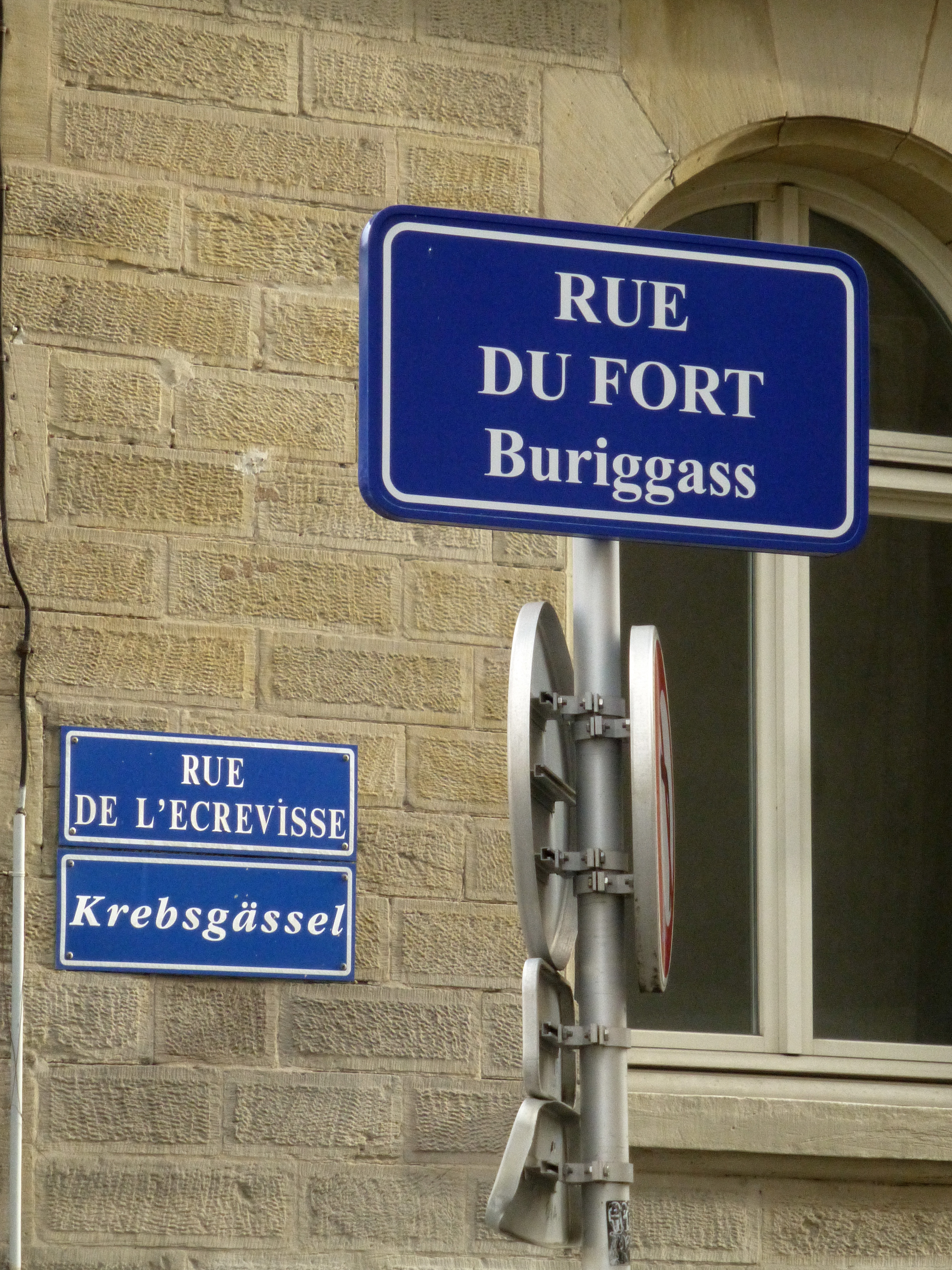
Plaques bilingues, en français et en alsacien.

Au fil des siècles, la rue a connu différentes dénominations, en allemand ou en français : Burggasse (1291), rue du Château (XVIIIe siècle), rue du Bourg (1763), rue des Bourgeois (1771), rue du Château (1792), rue de la Raison (1794), rue du Fort (1795, 1918), Burggasse (1872, 1940), et, à nouveau, rue du Fort à partir de 1945.
Selon Adolphe Seyboth, elle doit son nom à une maison qui s'élevait, selon toute probabilité, sur l'emplacement du no 8 actuel, et qui s'appelait Zum Bürgel (« au fortin », « au petit château »), mais il pouvait aussi s'agir d'un patronyme.
Des plaques de rues bilingues, à la fois en français et en alsacien, sont mises en place par la municipalité à partir de 1995. C'est le cas de la Buriggass.

## Historique
Au nord, les maisons qui s'adossaient au mur d'enceinte de 1200, dont la base baignait dans le canal du Faux-Rempart, ont eu à partir de 1832 des entrées ou des issues sur le quai Schoepflin, créé à ce moment-là. La plupart ont été détruites lors du siège de Strasbourg en 1870.

## Bâtiments remarquables
no 1 (ancien no 12)Selon Adolphe Seyboth, la maison qui forme l'angle avec le quai Schoepflin est occupée pendant plusieurs siècles par une boulangerie. En 1846 la pharmacie de la Fleur s'y installe brièvement, avant d'être transférée au no 10, à côté de l'église.
no 3Au cours de la première moitié du XIXe siècle, il abritait une brasserie.
no 10Sur la porte voûtée de cette maison, qui a appartenu à l'Œuvre Notre-Dame, est gravée la date de 1550.
no 22Deux personnalités sont nées à cette adresse : le 26 août 1805, Louis Hugot, bibliothécaire-archiviste à Colmar et l'un des fondateurs du musée Unterlinden ; le 21 août 1816, le chimiste Charles Gerhardt.